# Гильотина (удушающий приём)

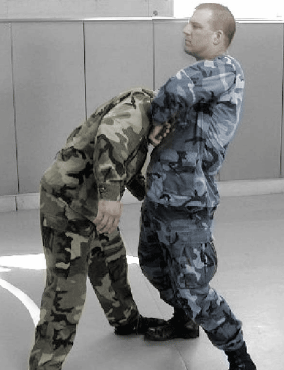
Проведение гильотины в стойке.

Гильотина (англ. Guilliotine choke), или Маэ-Хадака-Дзимэ (яп. 前裸絞 букв. удушение голыми руками спереди) — удушающий приём, при выполнении которого шея соперника захватывается борцом между подмышкой и предплечьем, давление которого на трахею или сонную артерию принуждает соперника сдаться. Таким образом, в зависимости от техники исполнения гильотина может относиться к трахеальным или кровяным удушениям. Название приёма происходит из-за сходства с замком в гильотине и тому, что попавшийся в приём борец выглядит обезглавленным. Благодаря технической простоте данный приём широко используется в самообороне и таких боевых искусствах, как дзюдо, бразильское джиу-джитсу, боевое самбо, смешанные единоборства.

## Техника выполнения приёма
Во время борьбы гильотину достаточно легко провести из множества положений, к примеру, стойки, гарда, полугарда, маунта; этот приём очень часто выполняется борцами, которые пытаются пройти сопернику в ноги. Для выполнения гильотины необходимо поймать голову соперника под своей подмышкой, провести предплечье под шеей оппонента, развернуть ладонь к себе, сцепить руки в замок и потянуть их вверх — лучевая кость за счёт давления на трахею или сонную артерию вызывает гипоксию, вследствие чего соперник быстро сдаётся или теряет сознание. В зависимости от позиции атакующий борец может усилить атаку, выпрямляя спину или обхватывая соперника ногами. Длительное удержание соперника в этом захвате может привести к необратимым повреждениям мозга и смерти.
Защита от гильотины достаточно сложна, особенно против физически мощного соперника. Защищающийся борец может попытаться надавить на руки своего оппонента, оттягивая его предплечья от своей шеи, или обойти ноги соперника, выйдя в боковое удержание — из такого положения гильотина малоэффективна, а сам защищающийся может провести удушение Фон Флю.

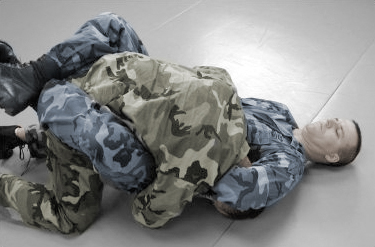
Борец снизу проводит гильотину в гарде

## Применение
Гильотина — один из самых простых и инстинктивных и в то же время эффективных элементов борьбы, поэтому этот приём обычно изучается уже начинающими спортсменами и остаётся опасным на любом уровне в любом единоборстве, разрешающем удушения. К примеру, на турнире Metamoris II Крон Грэйси победил гильотиной Синъю Аоки, на UFC 140 Джон Джонс защитил свой чемпионский титул в полутяжёлом весе, когда Лиото Мачида потерял сознание от его гильотины. Гильотина — вообще один из самых популярных приёмов в UFC: более часто бои завершаются только удушением сзади. Гильотина может весьма эффективно применяться и для самообороны.
Эта техника также представлена в кинобоевиках (к примеру, в знаменитом фильме 1972 года «Возвращение дракона» герой Брюса Ли ломает шею гильотиной герою Чака Норриса, профессиональном рестлинге (в частности, некоторое время это удушение использовал в качестве своего коронного приёма экс-чемпион мира по версиям WWE и ROH Дэниел Брайан) и даже в манге: во «Вторжении Титанов» Эрен, сражаясь с бронированным титаном, после перевода в партер подхватом атакует рычагом локтя, треугольником и гильотиной.